# Hymenaster crucifer
Hymenaster crucifer är en sjöstjärneart som beskrevs av Percy Sladen 1882. Hymenaster crucifer ingår i släktet Hymenaster och familjen knubbsjöstjärnor. Inga underarter finns listade i Catalogue of Life.